# Yinjiang He
Yinjiang He (kinesiska: 印江河) är ett vattendrag i Kina. Det ligger i provinsen Guizhou, i den sydvästra delen av landet, omkring 230 kilometer nordost om provinshuvudstaden Guiyang.
Genomsnittlig årsnederbörd är 1 390 millimeter. Den regnigaste månaden är maj, med i genomsnitt 253 mm nederbörd, och den torraste är januari, med 24 mm nederbörd.